# Boglárka Megyeri
Boglárka Anna Megyeri (* 19. Juli 1987 in Debrecen) ist eine ehemalige ungarische Fußballspielerin.

## Karriere

### Verein
Megyeri startete ihre Karriere 2004 mit dem Viktória FC-Szombathely, wo sie im Sommer 2005 in die erste Mannschaft aufstieg. Sie spielte 142 Spiele und erzielte 81 Tore, bevor sie im Sommer 2013 zum österreichischen Bundesligisten FC Südburgenland wechselte.

### Nationalmannschaft
Megyeri gehörte zum erweiterten Kader der A-Nationalmannschaft von Ungarn. Zuvor kam sie zwischen 2002 und 2004 auf zwölf Länderspiele für die U-19-Ungarn's.

## Erfolge
Magyar bajnokság
- 2009

Magyar kupa
- 2008, 2009, 2011